# سیریل وربروخه
سیریل وربروخه (هلندی: Cyrille Verbrugge; ۹ نوامبر ۱۸۶۶ – ۱۹۲۹) شمشیرباز اهل بلژیک بود.
وی در مسابقات کشوری و بین‌المللی در مجموع برندهٔ ۲ مدال طلا شده‌است.